# Erblandesvereinigung
Als Erblandesvereinigungen bezeichnet man im weltlichen Machtbereich des Kölner Kurfürsten, also dem eigentlichen Kurköln und den Nebenländern Vest Recklinghausen und Herzogtum Westfalen, Zusammenschlüsse der Stände und ihre Vereinbarungen mit dem Landesherrn. Entstanden im Spätmittelalter und verschiedentlich erneuert, bildeten sie bis zum Ende des Heiligen Römischen Reiches so etwas wie Grundgesetze für diese Territorien. Kennzeichen war die Begrenzung der Macht des Kurfürsten durch die verbriefte Mitwirkung der Stände an der Regierung der Gebiete.

## Rheinische Erblandesvereinigung
Nach dem Tod des Erzbischofs und Kurfürsten Dietrich II. von Moers kam es in Kurköln als Folge der enormen durch den Landesherren verursachten Verschuldung am 26. März 1463 zur rheinischen Erblandesvereinigung. An ihr beteiligte sich das Kölner Domkapitel, die Grafen, Ritter und die bedeutendsten Städte. Es wurde vereinbart, dass zukünftig kein Kurfürst mehr als rechtmäßiger Herrscher anerkannt werden sollte, der nicht vor seinem Amtsantritt sich zur Wahrung bestimmter politischer Rechte und Privilegien der Stände verpflichtet hätte. Der Kurfürst musste nunmehr für wichtige politische, finanzielle und auch militärische Entscheidungen die Zustimmung der Stände einholen.  Ohne Zustimmung der Stände konnte der Landesherr etwa keine Kriege beginnen oder Steuern erheben. Die rheinische Erblandesvereinigung wurde 1550 unter dem Eindruck der Reformation erneuert. Unter anderem wurde festgelegt, dass der Landesherr ohne Zustimmung der Stände keine Veränderung in Religionsdingen vornehmen darf. Damit wurde die katholische Konfession faktisch festgeschrieben. Notfalls hatten die Stände auch das Recht ohne Zustimmung des Landesherren einen Landtag einzuberufen.
Das Vest Recklinghausen schloss sich der rheinischen und nicht der westfälischen Erblandesvereinigung an.
Das Original der rheinischen Erblandesvereinigung wurde beim Einsturz des Kölner Stadtarchivs stark beschädigt und bedarf der Restauration.

## Westfälische Erblandesvereinigung
Im Herzogtum Westfalen kam es erstmals 1437 zu einer Erblandesvereinigung, an der sich 167 Ritter und 16 Städte vor allem aus dem Gebiet des alten Marschallamtes Westfalen, aber mit der Stadt Neheim auch der ehemaligen Grafschaft Arnsberg zusammenschlossen.
Dem Vorbild der rheinischen Stände folgten ebenfalls 1463 auch die Landstände des Herzogtums Westfalens in einer zweiten Erblandesvereinigung für dieses Gebiet. Dieser Vertrag wurde 1590, 1654, 1662 und 1786 erneuert. Nunmehr traten die Ritterschaft und die Städte des gesamten Herzogtums als Vertragsparteien gegenüber dem Kurfürsten auf. Zur Wahrnehmung der Rechte entwickelte sich bald der westfälische Landtag, dessen Hauptrecht die Steuerbewilligung war.